# Hapalémur
Genre
Taxons de rang inférieur
- Voir le texte

Statut CITES
Répartition géographique
Les hapalémurs (Hapalemur) forment un genre de lémuriens. Ces primates de taille moyenne vivent exclusivement sur l'île de Madagascar.

## Description
Les Hapalémurs sont caractérisés par une fourrure brune-grise, qui varie pour chaque espèce. Leur museau est court et leurs oreilles petites, rondes et poilues. Les longueurs varient de 26 à 46 cm, leurs queues sont toutes aussi longues ou plus. Il pèsent jusqu'à 2.5 kg
Les Hapalémurs préfèrent les forêts tropicales humides où poussent les bambous. Même s'ils peuvent être actifs à toute heure de la journée, ils sont essentiellement actifs juste après l'aube. Ils vivent surtout dans les arbres, mais peuvent toutefois descendre à terre.

## Liste des espèces
Selon ITIS (5 septembre 2017) :
| Espèce | Photo                 | Répartition | Population Nombre de couples                                                        |
| Hapalemur alaotrensis (Rumpler, 1975) Hapalémur gris d'Alaotra                                              | Hapalemur alaotrensis | Lac Alaotra | En danger critique 2500 individus en 2002 Effectifs en baisse de 50 % depuis 10 ans |
| Hapalemur aureus (Meier, Albignac, Peyriéras, Rumpler and Wright, 1987) Hapalémur doré ou lémur bambou doré | Hapalemur aureus      | Forêts tropicales du sud-est de Madagascar: Parc national de Ranomafana, Parc national de Andringitra                                                            | En danger critique 5900 individus en 2005 Effectifs en baisse de 25 % depuis        |
| Hapalemur griseus (Link, 1795) Hapalémur gris,petit hapalémur, lémur bambou gris                            | Hapalemur griseus     | Forêts tropicales de l'Est de Madagascar. | Vulnérable En déclin de 30 % sur 10 ans                                             |
| Hapalemur meridionalis (en) (Warter, et al., 1987)                                                          |                       | Sud de Madagascar. | Vulnérable                                                                          |
| Hapalemur occidentalis (Rumpler, 1975)                                                                      |                       | Aires discontinues du nord et de l'ouest de Madagascar: Ankarana et Analameranaau nord Sambirano et Ampasindava au Nord Ouest Rivières Mahavavy and Tsiribihina. | Vulnérable                                                                          |

Prolemur Gray, 1871 est un synonyme de Hapalemur I. Geoffroy Saint-Hilaire, 1851.